# Justin Chatwin

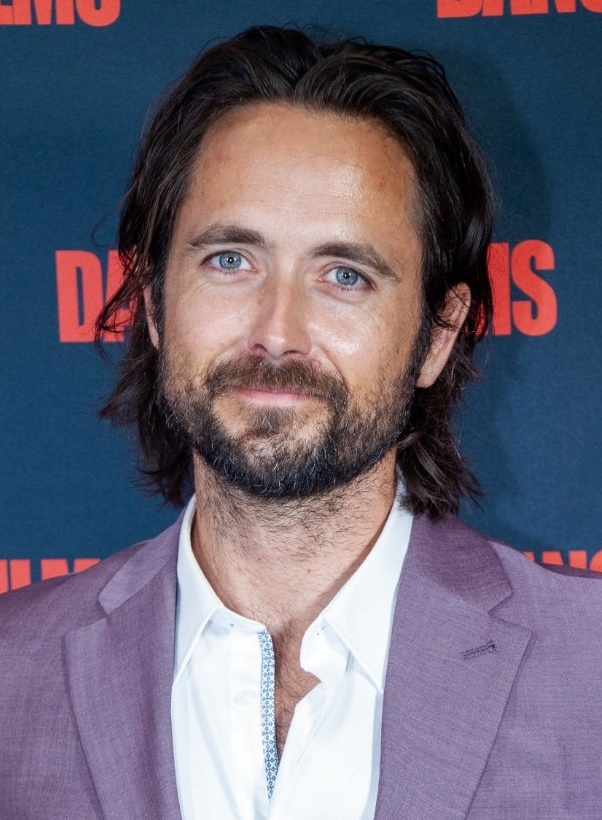
Justin Chatwin (2022)

Justin Chatwin (* 31. Oktober 1982 in Nanaimo, British Columbia) ist ein kanadischer Schauspieler.
Justin Chatwin ist der Sohn eines Bauingenieurs und einer Dokumentarfilmerin. Er studierte an der University of British Columbia Wirtschaftswissenschaften, widmete sich dann aber mehr und mehr der Schauspielerei und nahm in seiner Freizeit Schauspielunterricht. Im Fernsehen spielte er in Einzelepisoden verschiedener Serien wie Smallville, Taken und X-Factor: Das Unfassbare, später auch in Spielfilmen wie Taking Lives – Für Dein Leben würde er töten, Krieg der Welten und CHiPs.
Justin hat zwei Schwestern namens Brianna und Claire. Er wohnt in Los Angeles und lebte eine Zeit lang mit dem Schauspieler Noel Fisher und danach bis 2009 mit der Schauspielerin Molly Sims.

## Filmografie
- 2001: Smallville (Fernsehserie, 2 Folgen)
- 2002: Taken (Fernsehzehnteiler, 2 Folgen)
- 2002: X-Factor: Das Unfassbare (Beyond Belief: Fact or Fiction, Fernsehserie, Folge 4x01 The News Stand)
- 2004: Taking Lives – Für Dein Leben würde er töten (Taking Lives)
- 2004: SuperBabies: Baby Geniuses 2
- 2005, 2012: Weeds – Kleine Deals unter Nachbarn (Weeds, Fernsehserie)
- 2005: Glück in kleinen Dosen (The Chumscrubber)
- 2005: Krieg der Welten (War of the Worlds)
- 2006: Lost (Fernsehserie, Folge 3x03 Further Instructions)
- 2007: Unsichtbar – Zwischen zwei Welten (The Invisible)
- 2008: Middle of Nowhere
- 2009: Dragonball Evolution
- 2010: Brink
- 2011: Funkytown
- 2011–2015: Shameless (Fernsehserie, 37 Folgen)
- 2015: Orphan Black (Fernsehserie, 4 Folgen)
- 2016: American Gothic (Fernsehserie, 13 Folgen)
- 2016: Urge – Rausch ohne Limit (Urge)
- 2016: Doctor Who (Fernsehserie, Folge The Return of Doctor Mysterio)
- 2017: Wir gehören nicht hierher (We Don’t Belong Here)
- 2017: CHiPs
- 2019: Summer Night
- 2019–2021: Another Life (Fernsehserie)
- 2021: Die in a Gunfight
- 2024: Reagan
- 2025: Sweetness